# Topeiros
Topeiros este o municipalitate în Grecia în prefectura Xanthi.